# Чесновка (Черкасская область)
Чесновка (укр. Чеснівка) — село в Лысянском районе Черкасской области Украины.
Население по переписи 2001 года составляло 159 человек. Почтовый индекс — 19320. Телефонный код — 4749.

## Местный совет
19320, Черкасская обл., Лысянский р-н, с. Хижинцы